# Cadaveria
I Cadaveria sono un gruppo black metal italiano fondato nel 2001, dall'ex cantante (Cadaveria) e dall'ex batterista (Flegias) degli Opera IX, a seguito della loro dipartita da questi ultimi.

## Storia
In seguito all'uscita dagli Opera IX, nel 2001, Cadaveria e Flegias fondano un nuovo gruppo black metal, chiamandolo con lo stesso nome della cantante (che per distinguerlo è però scritto interamente in maiuscolo: CADAVERIA). I due co-fondatori reclutano, quindi, Baron Harkonnen (tastiere) e Frank Booth (chitarra), oltre a John KillerBob (basso) che già suonava con Flegias nei Necrodeath. Flegias e John, in occasione di questa nuova esperienza, cambiano il loro nome d'arte rispettivamente in Marçelo Santos e Killer Bob.
Il quintetto si mette subito all'opera e nel 2002 pubblica l'album The Shadows' Madame. All'album di debutto segue la pubblicazione del primo videoclip Spell e di un home video su VHS, contenente anche il videoclip di Circle of Eternal Becoming e intitolato, semplicemente, Home video.
Nel 2004 esce il secondo album Far Away from Conformity, sempre per l'etichetta Scarlet Records, senza la partecipazione di Baron Harkonnen, che nel frattempo ha abbandonato il progetto senza essere sostituito. Nei dischi successivi le tastiere verranno suonate dal chitarrista Frank Booth.
Bisogna aspettare tre anni per il terzo album In Your Blood, che questa volta viene pubblicato dalla casa discografica Season of Mist. Da quest'ultimo album, uscito il 21 maggio 2007, vengono tratti due video clip: The Dream e Anagram.
Forte di un buon seguito, soprattutto in Sud America e in America centrale, il gruppo, che nel frattempo ha reclutato un secondo chitarrista, Kris Laurent (fondatore e membro attuale degli Ardours insieme a Mariangela Demurtas dei Tristania), parte per un breve tour in Messico a cui ne segue uno in Europa.
Durante l'estate del 2011 i Cadaveria annunciano, tramite il loro sito ufficiale, l'imminente uscita di un nuovo album, il quarto. Si tratta di Horror Metal, che vede la luce il 31 gennaio 2012 ed è pubblicato dalla casa discografica Bakerteam Records. L'uscita dell'album viene anticipata dal singolo The Days Of The After And Behind, reso disponibile il 16 gennaio 2012 su iTunes. Esaurita la prima tiratura, l'album viene ristampato nel maggio del 2013 nella versione Undead Edition, con l'aggiunta di due tracce remixate. Da Horror Metal vengono estratti due video: Flowers in Fire, realizzato a novembre 2012 e Death Vision, uscito a maggio 2013.
Il 16 luglio 2013 esce per l'etichetta Black Tears Of Death la ristampa rimasterizzata del primo album The Shadows' Madame, la cui edizione originale era andata esaurita da tempo. Sempre nel 2013 i Cadaveria danno vita ad un doppio DVD retrospettivo, intitolato Karma, contenente l'intera videografia della band dal 2002 al 2013, il dietro le quinte dei video stessi e di alcune sessioni fotografiche, lo studio report di The Shadows' Madame, Far Away from Conformity e Horror Metal e molti brani dal vivo, estratti dai concerti degli ultimi cinque anni. Il doppio DVD Karma, pubblicato il 22 ottobre 2013 da Scarlet Records, vede il ritorno della band all'etichetta discografica delle origini e si può considerare una sintesi dell'arte dei Cadaveria a 360 gradi. Dopo diversi concerti in Europa e la partecipazione al prestigioso Metal Female Voices Fest, a novembre 2013 la band torna in centro America per un tour da headliner che tocca Ecuador e Messico.
Il singolo Carnival Of Doom, uscito su iTunes il 20 ottobre 2014, annuncia l'imminente arrivo del quinto album, intitolato Silence e pubblicato il 18 novembre 2014 sempre dalla Scarlet Records. Al riguardo la cantante Cadaveria ha dichiarato: "Silence è un'immensa follia sonora, che celebra la capricciosità del destino, la fugacità della vita e la presenza eterna delle tenebre nella luce. È un album istintivo, fatto di emozioni pure calibrate dalla consapevolezza e dall'esperienza. Silence rappresenta la nostra maturità come musicisti ed è la più alta e più sincera espressione di me stessa come artista e come donna. È un album cupo e sinistro, che contiene una grande energia. Vi porterà in un carnevale fatto di immaginazione e di realtà, dove il destino e il libero arbitrio stanno giocando l'ultima partita a scacchi. Sono sicura che lascerà molte persone senza parole. Silenzio dunque, che sia la musica a parlare". Dall'album Silence sono stati estratti due video: Stangled Idols e Carnival of Doom.
Il Silence Tour parte a marzo 2015 e porta i Cadaveria in Italia, Europa, Russia e Messico. Dopo una prima serie di concerti il bassista Killer Bob decide di lasciare la band e viene subito sostituito da GL, bassista dei Necrodeath, che qui assume il nome d'arte Peter Dayton. 
La nuova formazione completa l'ultimo segmento del tour che li porta in Francia, Svizzera e Germania oltre che in Italia come band di apertura dell'Inquisitional Torture Tour dei Cradle of Filth.
Nel 2016 i Cadaveria celebrano i loro primi quindici anni di attività.

## Formazione

### Formazione attuale
- Cadaveria - voce (2001-presente)
- Kris Laurent –  chitarra (2009-presente)
- Peter Dayton – basso (2015-presente)
- Marçelo Santos – batteria (2001-presente)

### Ex componenti
- Baron Harkonnen – tastiere (2001-2003)
- Killer Bob – basso (2001-2015)
- Frank Booth – chitarra (2001-2016)

## Discografia

### Album in studio
- 2002 – The Shadows' Madame
- 2004 – Far Away from Conformity
- 2007 – In Your Blood
- 2012 – Horror Metal
- 2014 – Silence
- 2022 – Emptiness

## Videografia

### DVD/VHS
- 2002 – Home video (VHS)
- 2013 – Karma (DVD)